# Prémios do Cinema Europeu de 2012
A 25ª Edição dos Prémios do Cinema Europeu foi apresentada no dia 1 de dezembro de 2012, por Anke Engelke. Esta edição ocorreu em Valeta, Malta.
Os vencedores foram selecionados pelos mais de 2.700 membros da Academia de Cinema Europeu. As nomeações para estes prémios foram anunciadas a 3 de novembro de 2012, no Festival de Cinema Europeu de Sevilha.

## Vencedores e nomeados
A cor de fundo       indica os vencedores.

### Melhor filme
| Filme              | Título no Brasil  | Título em Portugal | Diretor/Realizador             | Produção (país)             |
| ------------------ | ----------------- | ------------------ | ------------------------------ | --------------------------- |
| Amour              | Amor              | Amor               | Michael Haneke                 | Áustria / França / Alemanha |
| Barbara            | Barbara           | Bárbara            | Christian Petzold              | Alemanha                    |
| Cesare deve morire | César Deve Morrer | César Deve Morrer  | Paolo Taviani Vittorio Taviani | Itália                      |
| Intouchables       | Intocáveis        | Amigos Improváveis | Olivier Nakache Éric Toledano  | França                      |
| Jagten             | A Caça            | The Hunt - A Caça  | Thomas Vinterberg              | Dinamarca                   |
| Shame              | Shame             | Vergonha           | Steve McQueen                  | Reino Unido                 |

### Melhor diretor/realizador
| Diretor/Realizador             | Nacionalidade (país) | Filme                   | Título no Brasil        | Título em Portugal      |
| ------------------------------ | -------------------- | ----------------------- | ----------------------- | ----------------------- |
| Michael Haneke                 | Áustria              | Amour                   | Amor                    | Amor                    |
| Nuri Bilge Ceylan              | Turquia              | Bir Zamanlar Anadolu'da | Era uma Vez na Anatólia | Era uma Vez na Anatólia |
| Steve McQueen                  | Reino Unido          | Shame                   | Shame                   | Vergonha                |
| Paolo Taviani Vittorio Taviani | Itália               | Cesare deve morire      | César Deve Morrer       | César Deve Morrer       |
| Thomas Vinterberg              | Dinamarca            | Jagten                  | A Caça                  | The Hunt - A Caça       |

### Melhor atriz
| Atriz             | Nacionalidade (país) | Filme              | Título no Brasil    | Título em Portugal    |
| ----------------- | -------------------- | ------------------ | ------------------- | --------------------- |
| Emmanuelle Riva   | França               | Amour              | Amor                | Amor                  |
| Émilie Dequenne   | Bélgica              | À perdre la raison |                     | Os Nossos Filhos      |
| Nina Hoss         | Alemanha             | Barbara            | Barbara             | Bárbara               |
| Margarethe Tiesel | Áustria              | Paradies: Liebe    |                     |                       |
| Kate Winslet      | Reino Unido          | Carnage            | Deus da Carnificina | O Deus da Carnificina |

### Melhor ator
| Ator                    | Nacionalidade (país) | Filme                     | Título no Brasil          | Título em Portugal |
| ----------------------- | -------------------- | ------------------------- | ------------------------- | ------------------ |
| Jean-Louis Trintignant  | França               | Amour                     | Amor                      | Amor               |
| François Cluzet Omar Sy | França               | Intouchables              | Intocáveis                | Amigos Improváveis |
| Michael Fassbender      | Irlanda              | Shame                     | Shame                     | Vergonha           |
| Mads Mikkelsen          | Dinamarca            | Jagten                    | A Caça                    | The Hunt - A Caça  |
| Gary Oldman             | Reino Unido          | Tinker Tailor Soldier Spy | O Espião que Sabia Demais | A Toupeira         |

### Melhor argumentista/roteirista
| Argumentista/Roteirista           | Nacionalidade (país) | Filme        | Título no Brasil    | Título em Portugal    |
| --------------------------------- | -------------------- | ------------ | ------------------- | --------------------- |
| Tobias Lindholm Thomas Vinterberg | Dinamarca            | Jagten       | A Caça              | The Hunt - A Caça     |
| Michael Haneke                    | Áustria              | Amour        | Amor                | Amor                  |
| Cristian Mungiu                   | Roménia              | După dealuri | Além das Montanhas  | Para Lá das Colinas   |
| Olivier Nakache Éric Toledano     | França               | Intouchables | Intocáveis          | Amigos Improváveis    |
| Roman Polański Yasmina Reza       | Polónia · França     | Carnage      | Deus da Carnificina | O Deus da Carnificina |

### Melhor diretor de fotografia- Prémio Carlo Di Palma
| Diretor de fotografia | Nacionalidade (país) | Filme                     | Título no Brasil          | Título em Portugal      |
| --------------------- | -------------------- | ------------------------- | ------------------------- | ----------------------- |
| Sean Bobbitt          | Reino Unido          | Shame                     | Shame                     | Vergonha                |
| Bruno Delbonnel       | França               | Faust                     | Fausto                    | Fausto                  |
| Darius Khondji        | Irão/ França         | Amour                     | Amor                      | Amor                    |
| Gökhan Tiryaki        | Turquia              | Bir Zamanlar Anadolu'da   | Era uma Vez na Anatólia   | Era uma Vez na Anatólia |
| Hoyte van Hoytema     | Países Baixos        | Tinker Tailor Soldier Spy | O Espião que Sabia Demais | A Toupeira              |

### Melhor editor/montador
| Editor/Montador                     | Nacionalidade (país) | Filme              | Título no Brasil  | Título em Portugal |
| ----------------------------------- | -------------------- | ------------------ | ----------------- | ------------------ |
| Joe Walker                          |                      | Shame              | Shame             | Vergonha           |
| Janus Billeskov Jansen Anne Østerud | Dinamarca · Noruega  | Jagten             | A Caça            | The Hunt - A Caça  |
| Roberto Perpignani                  | Itália               | Cesare deve morire | César Deve Morrer | César Deve Morrer  |

### Melhor diretor de arte
| Diretor de arte | Nacionalidade (país) | Filme                     | Título no Brasil          | Título em Portugal |
| --------------- | -------------------- | ------------------------- | ------------------------- | ------------------ |
| Maria Djurkovic |                      | Tinker Tailor Soldier Spy | O Espião que Sabia Demais | A Toupeira         |
| Niels Sejer     |                      | En kongelig affære        | O Amante da Rainha        | Um Caso Real       |
| Elena Zhukova   | Rússia               | Faust                     | Fausto                    | Fausto             |

### Melhor compositor
| Compositor                   | Nacionalidade (país) | Filme                     | Título no Brasil          | Título em Portugal |
| ---------------------------- | -------------------- | ------------------------- | ------------------------- | ------------------ |
| Alberto Iglesias             | Espanha              | Tinker Tailor Soldier Spy | O Espião que Sabia Demais | A Toupeira         |
| Cyrille Aufort Gabriel Yared | França · Líbano      | En kongelig affære        | O Amante da Rainha        | Um Caso Real       |
| François Couturier           | França               | Io sono Li                |                           | Shun Li e o Poeta  |
| George Fenton                | Reino Unido          | The Angels' Share         | A Parte dos Anjos         | A Parte dos Anjos  |

### Filme revelação - Prémio da crítica (FIPRESCI)
Os nomeados para Melhor Filme de Estreia foram selecionados por uma Comissão composta por representantes dos Prémios do Cinema Europeu e da Federação Internacional de Críticos de Cinema (FIPRESCI).
| Filme                | Título no Brasil | Título em Portugal | Diretor/Realizador | Produção (país) |
| -------------------- | ---------------- | ------------------ | ------------------ | --------------- |
| Kauwboy              |                  |                    | Boudewijn Koole    | Países Baixos   |
| 10 timer til Paradis |                  |                    | Mads Matthiesen    | Dinamarca       |
| Broken               |                  |                    | Rufus Norris       | Reino Unido     |
| Portret v sumerkakh  |                  |                    | Angelina Nikonova  | Rússia          |
| Die Vermissten       |                  |                    | Jan Speckenbach    | Alemanha        |

### Melhor documentário
| Documentário                | Título no Brasil | Título em Portugal | Diretor/Realizador | Produção (país)             |
| --------------------------- | ---------------- | ------------------ | ------------------ | --------------------------- |
| Hiver nomade                |                  |                    | Manuel von Stürler | Suíça                       |
| London - The Modern Babylon |                  |                    | Julien Temple      | Reino Unido                 |
| Le Thé ou l'Électricité     |                  |                    | Jérôme le Maire    | Bélgica / França / Marrocos |

### Melhor filme de animação
Os nomeados para Melhor Filme de Animação foram selecionados por uma Comissão composta por membros do Conselho dos Prémios do Cinema Europeu e representantes da Associação Europeia de Cinema de Animação.
| Filme                                        | Título no Brasil | Título em Portugal | Diretor/Realizador     | Produção (país)              |
| -------------------------------------------- | ---------------- | ------------------ | ---------------------- | ---------------------------- |
| Alois Nebel                                  |                  |                    | Tomáš Luňák            | Chéquia / Alemanha           |
| Arrugas                                      |                  | Rugas              | Ignacio Ferreras       | Espanha                      |
| The Pirates! In an Adventure with Scientists | Piratas Pirados! | Os Piratas!        | Peter Lord Jeff Newitt | Reino Unido / Estados Unidos |

### Melhor curta-metragem
Os nomeados para Melhor Curta-Metragem foram selecionados por um júri independente em vários festivais de cinema por toda a Europa.
| Curta-metragem                 | Diretor/Realizador              | Produção (país)   | Festival                  |
| ------------------------------ | ------------------------------- | ----------------- | ------------------------- |
| Superman, Spiderman sau Batman | Tudor Giurgiu                   | Roménia           | Festival de Valladolid    |
| Demain, ça sera bien           | Pauline Gay                     | França            | Festival de Gent          |
| Two Hearts                     | Darren Thornton                 | Irlanda           | Festival de Cork          |
| Miten marjoja poimitaan        | Elina Talvensaari               | Finlândia         | Festival de Bristol       |
| L'Ambassadeur & moi            | Jan Czarlewski                  | Suíça             | Festival de Angers        |
| Im freien                      | Albert Sackl                    | Áustria           | Festival de Roterdão      |
| Vilaine fille mauvais garçon   | Justine Triet                   | França            | Festival de Berlim        |
| Csicska                        | Attila Till                     | Hungria           | Festival de Tampere       |
| Villa Antropoff                | Kaspar Jancis Vladimir Leschiov | Estónia / Letônia | Festival de Cracóvia      |
| Sessiz - Bé Deng               | L. Rezan Yeşilbaş               | Turquia           | Festival de Grimstad      |
| Manhã de Santo António         | João Pedro Rodrigues            | Portugal          | Festival de Vila do Conde |
| The Back of Beyond             | Michael Lennox                  | Reino Unido       | Festival de Locarno       |
| Titloi telous                  | Giorgos Zois                    | Grécia            | Festival de Veneza        |
| Einspruch VI                   | Rolando Colla                   | Suíça             | Festival de Drama         |

### Melhor coprodução - Prémio Eurimages
- Helena Danielsson

### Contribuição europeia para o cinema mundial
- Helen Mirren[3]

### Prémio de carreira
- Bernardo Bertolucci

### Prémio do Público
O vencedor do Prémio Escolha do Público será escolhido por votação on-line.
| Filme                          | Título no Brasil                  | Título em Portugal                 | Diretor/Realizador            | Produção (país)                 |
| ------------------------------ | --------------------------------- | ---------------------------------- | ----------------------------- | ------------------------------- |
| Hasta la Vista                 | Hasta la Vista: Venha como Você É |                                    | Geoffrey Enthoven             | Bélgica                         |
| The Artist                     | O Artista                         | O Artista                          | Michel Hazanavicius           | França                          |
| Barbara                        | Barbara                           | Bárbara                            | Christian Petzold             | Alemanha                        |
| The Best Exotic Marigold Hotel | O Exótico Hotel Marigold          | O Exótico Hotel Marigold           | John Madden                   | Reino Unido / Estados Unidos    |
| Cesare deve morire             | César Deve Morrer                 | César Deve Morrer                  | Paolo Taviani                 | Itália                          |
| Hodejegerne                    | Headhunters                       | Headhunters - Caçadores de Cabeças | Morten Tyldum                 | Noruega                         |
| In Darkness                    |                                   |                                    | Agnieszka Holland             | Alemanha / Polónia / Canadá     |
| The Iron Lady                  | A Dama de Ferro                   | A Dama de Ferro                    | Phyllida Lloyd                | Reino Unido                     |
| Salmon Fishing in the Yemen    | Amor Impossível                   | A Pesca do Salmão no Iémen         | Lasse Hallström               | Reino Unido                     |
| Shame                          | Shame                             | Vergonha                           | Steve McQueen                 | Reino Unido                     |
| Tinker Tailor Soldier Spy      | O Espião que Sabia Demais         | A Toupeira                         | Tomas Alfredson               | França / Reino Unido / Alemanha |
| Intouchables                   | Intocáveis                        | Amigos Improváveis                 | Olivier Nakache Éric Toledano | França                          |